# Краснощёков, Николай Васильевич
Николай Васильевич Краснощёков (04.12.1932, Москва — 26.06.2011, там же) — советский и российский учёный в области механизации, электрификации и автоматизации сельского хозяйства, академик ВАСХНИЛ (1985).

## Биография
Родился в Москве. Окончил Омский СХИ (1955).
Трудовая деятельность:
- 1955—1957 старший инженер Евгащинской МТС, Омская область.
- 1957—1964 конструктор отдела механизации (1957—1959), ведущий инженер (1959—1962), аспирант (1962—1964) Сибирского НИИ сельского хозяйства (СибНИИСХ).
- 1964—1979 старший научный сотрудник (1964—1965), главный инженер (1965—1966), начальник (1966—1970) опытно-конструкторского бюро СибНИИСХ, и. о. директора СибНИИСХ (1970—1971), зам. директора СибНИИСХ по науке (1971—1979), одновременно с 1971 г. начальник опытно-конструкторского бюро.
- 1980—1989 первый заместитель председателя СО ВАСХНИЛ.
- 1989 генеральный директор НПО «Нива Подмосковья», одновременно директор НИИ сельского хозяйства центральных районов Нечернозёмной зоны РСФСР.
- 1989—1991 заместитель председателя Государственной комиссии Совета Министров СССР по продовольствию и закупкам .
- 1991—1992 главный учёный секретарь Президиума ВАСХНИЛ (1991—1992).
- 1992—2002 академик-секретарь Отделения механизации, электрификации и автоматизации РАСХН,
- с 2003 профессор Московского государственного аграрного университета.

Руководитель создания комплекса машин и орудий для защиты почв от эрозии. Разработал научные положения создания техники нового поколения на блочно-модульных принципах.
Доктор технических наук (1977), профессор (1978), академик ВАСХНИЛ (1985, член-корреспондент с 1980).
Лауреат премии Совета Министров СССР (1980). Заслуженный деятель науки и техники Российской Федерации (1993). Награждён орденами «Знак Почёта» (1976), Трудового Красного Знамени (1982), Почёта (2002), медалями: «За освоение целинных земель» (1957), «За доблестный труд. В ознаменование 100-летия со дня рождения В. И. Ленина» (1970), золотой медалью им. В. П. Горячкина (1998), 2 медалями ВДНХ.
Автор (соавтор) более 300 научных работ, в том числе 85 книг и брошюр, из них 12 монографий. Получил 37 авторских свидетельств на изобретения.
Публикации:
- Машины для защиты почв от ветровой эрозии. — М.: Россельхозиздат, 1977. — 223 с.
- Механика почвозащитного земледелия. — Новосибирск: Наука. Сиб. отд-ние, 1984. — 201 с.
- Блочно-модульные принципы создания сельскохозяйственной техники / соавт.: А. А. Артюшин и др.; НИИ информ. и техн.-экон. исслед. по инж.-техн. обеспечению агропром. комплекса. — М., 1998. — 102 с.
- Многоукладная аграрная экономика и российская деревня (середина 80-х-90-е годы XX столетия) / соавт.: Е. С. Строев и др. — М.: Колос, 2001. — 620 с.
- Система использования техники в сельскохозяйственном производстве: построение эффектив. машин. пр-ва продукции / соавт. : Л. С. Орсик и др. — М.: Росинформагротех, 2003. — 519 с.
- Инновации в машиноиспользовании в АПК России. Т.1, ч.1. — М., 2008. — 435 с.
- Инновационное развитие сельскохозяйственного производства России / ФГНУ «Росинформагротех». — М., 2009. — 386 с.
- Модернизация инженерно-технической системы сельского хозяйства / соавт.: В. И. Черноиванов и др.; ФГНУ «Росинформагротех». — М., 2010. — 409 с.
- Управление качеством в сельском хозяйстве / соавт.: В. И. Черноиванов и др. — М.: ФГНУ «Росинформагротех», 2011. — 342 с.